# محمد باركيندو
محمد سنوسي باركيندو (ولد في 20 أبريل 1959 - توفي بتاريخ 6 يوليو 2022). عين لمدة ثلاث سنوات أمينا عاما لمنظمة أوبك اعتبارًا من 1 أغسطس 2016. شغل سابقًا منصب الأمين العام بالإنابة خلال عام 2006، مثّل نيجيريا في اللجنة الاقتصادية لمنظمة أوبك خلال الفترة 1993-2008 بقيادة مؤسسة النفط الوطنية النيجيرية خلال 2009-2010، وترأس الوفد التقني النيجيري للمفاوضات حول المناخ في الأمم المتحدة منذ عام 1991.
شغل مناصب عدة في مجموعة البترول الوطنية في نيجيريا، ومناصب أكاديمية أخرى في جامعات أمريكية وبريطانية.